# Aragón

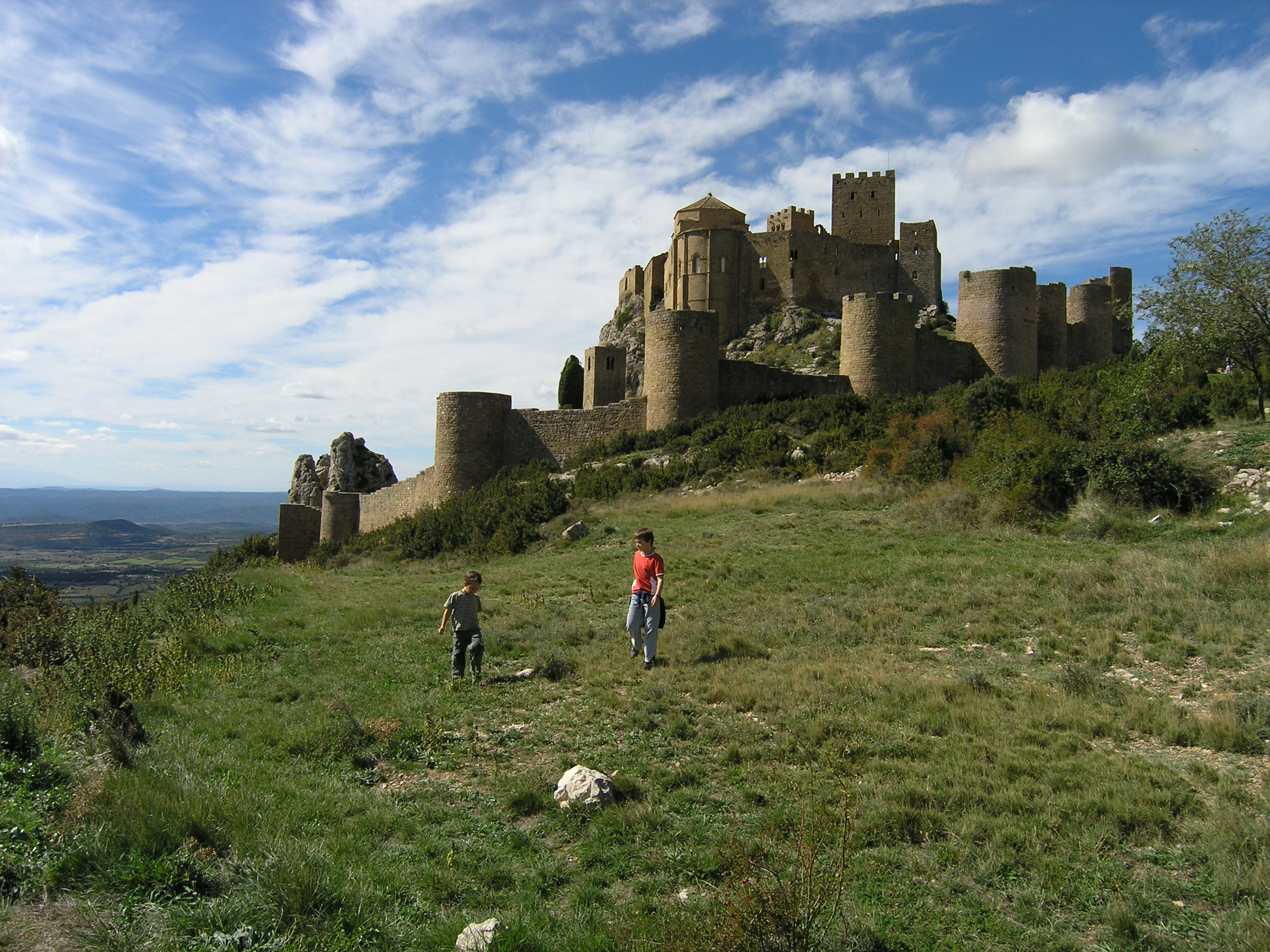
Loarre, một trong những lâu đài Romanesque nổi bật ở châu Âu.

Aragón (tiếng Tây Ban Nha và tiếng Aragon: Aragón [aɾaˈɣon], tiếng Catalunya: Aragó [əɾəˈɣo] hay [aɾaˈɣo]) là một cộng đồng tự trị của Tây Ban Nha, nằm trên lãnh thổ của Vương quốc Aragon thời Trung Cổ. Tọa lạc ở đông bắc Tây Ban Nha, cộng đồng tự trị Aragon bao gồm ba tỉnh (từ bắc xuống nam): Huesca, Zaragoza, và Teruel. Thủ phủ là Zaragoza.
Tỉnh Huesca, nằm trên dãy Pyrénées, có biên giới quốc tế với vùng Occitanie của Pháp về phía bắc. Trong nội bộ Tây Ban Nha, giáp với Catalunya về phía đông, Cộng đồng Valencia và Castilla–La Mancha về phía nam, Castilla và León, La Rioja, và Navarra về phía tây.
Trên một diện tích 47.719 km2 (18.424 dặm vuông Anh), địa mạo của Aragon biến thiên đa dạng, từ những sông băng đến các thung lũng xanh tươi, tới những thảo nguyên khô cằn ở vùng đất thấp trung tâm. Aragon là nơi bắt nguồn của nhiều con sông-nổi bật nhất là Ebro, con sông lớn nhất Tây Ban Nha về lưu lượng, chảy theo chiều đông-tây qua tỉnh Zaragoza. Nơi đây còn có Aneto, ngọn núi cao nhất Pyrénées.
Tính đến  năm 2015, dân số Aragon là 1.317.847 người, trong đó khoảng hơn một nửa sống ở Zaragoza, thủ phủ vùng. Nền kinh tế Aragon sản sinh ra (tính đến  năm 2014) số GDP là 33.162 triệu €, tức 3,13% GDP quốc gia của Tây Ban Nha, và đứng thứ 6 về lượng sản xuất trên đầu người, sau Madrid, Xứ Basque, Navarra, Catalunya và La Rioja.

## Dân cư

### Dân số
Tính đến  năm 2015, chừng một nửa dân số Aragon (50,45%), sống ở thủ phủ Zaragoza. Huesca là thành phố duy nhất khác trong vùng có dân số hơn 50.000 người.
Phần lớn (71,8%) công dân Aragon sống ở tỉnh Zaragoza; 17,1% ở Huesca và 11,1% ở Teruel. Mật độ dân số của Aragon thấp thứ nhì nước (chỉ 26,8/km²), sau Castilla-La Mancha. Nơi dân cư tập trung là khu vực quanh thung lũng sông Ebro, nhất là quanh Zaragoza, và cạnh chân dãy Pyrénées, còn nơi thưa dân nhất là sâu trong dãy Pyrénées và phần nam tỉnh Teruеl.
Có bốn thành phố với trên 20.000 dân: Zaragoza (700.000); Huesca (50.000); Teruel (35.000) và Calatayud (20.000).

### Ngôn ngữ

Phân bố ngôn ngữ tại Aragon.

Tiếng Tây Ban Nha là bản ngữ của đa phần người dân Aragon, và là ngôn ngữ chính thức duy nhất. Thêm vào đó, tiếng Aragon tiếp tục được nói ở nhiều cộng đồng miền núi phía bắc, nhất là tây Ribagorza, Sobrarbe, Jacetania và Somontano; nó được nhìn nhận tích cực như là ngôn ngữ đặc trưng của khu vực. Còn ở đông Aragon, dọc biên giới với Catalunya, tiếng Catalunya hiện diện ở các comarca gồm Ribagorza, La Litera, Bajo Cinca, Bajo Aragón-Caspe, Bajo Aragón và Matarraña. Dải đất nơi tiếng Catalunya được nói thường được gọi là La Franja.